# Demetrio (figlio di Filippo V)
Demetrio, figlio di Filippo V (fl. III-II secolo a.C.), è stato un principe macedone antico.

## Biografia
Era il figlio minore di Filippo, ma era anche l'unico legittimo, dato che, al contrario, Perseo era figlio di una concubina .  
Dopo la Battaglia di Cinocefale Filippo fu costretto a lasciare Demetrio, allora molto giovane, a Tito Quinzio Flaminino come ostaggio e fu successivamente inviato a Roma in quella veste. Cinque anni dopo fu restituito onorevolmente a suo padre, che in quel momento aveva ottenuto il favore di Roma con i suoi servigi nella guerra contro Antioco il Grande.
Ma questa situazione non durò a lungo; Filippo, trovandosi assalito da tutte le parti dalle macchinazioni di Roma e dagli intrighi dei suoi vicini, decise di cercare di evitare, o almeno ritardare, la tempesta imminente inviando Demetrio, che durante la sua residenza a Roma aveva ottenuto il più alto favore, come suo ambasciatore al Senato.
Il giovane principe fu accolto favorevolmente e ritornò con la risposta che i Romani erano disposti a scusare tutto il passato, sia per mostrare buona volontà verso Demetrio e sia per la loro fiducia nelle sue disposizioni amichevoli nei loro confronti. Ma il favore così dimostrato a Demetrio ebbe l'effetto (come era senza dubbio pensato dal senato) di eccitare contro di lui la gelosia di Filippo, e in misura anche maggiore quella di Perseo, che sospettava, forse non senza ragione, che il fratello avesse l'intenzione di soppiantarlo sul trono dopo la morte del padre, con l'aiuto dei Romani.
Perseo ideò di sbarazzarsi di Demetrio con i suoi intrighi e, avendo fallito nell'accusarlo di un tentativo sulla sua vita, complottò con Didas, uno dei generali di Filippo, per accusare Demetrio di avere una corrispondenza segreta con i Romani e di voler fuggire in Italia. Una lettera falsificata, che fingeva di essere di Flaminino, sembrava confermare l'accusa, Per questo Filippo fu indotto a consegnarlo alla custodia di Didas, che segretamente lo fece giustiziare per ordine del padre.
Demetrio aveva 26 anni al momento della sua morte; viene rappresentato da Tito Livio come un giovane molto amabile e ben educato, anche se non si può dire sulla sua innocenza, vista la partigianeria della storiografia romana.